# Червенська сільська рада
Червенська сільська рада або ще Ігуменська сільська рада (біл. Чэ́рвенскі сельсавет) — сільська рада в складі Червенського району, Мінська область, Білорусь. Адміністративний центр — Войнилове, яке раніше й було центром однойменної сільради (яку і перейменували в Червенську).
Червенська сільська рада розташована в центральній частині Білорусі, і в центрі Мінської області орієнтовне розташування — супутникові знимки [Архівовано 25 серпня 2011 у WebCite], на північ і довкола районного центру Червеня.
До складу сільради входять 29 населених пунктів:
- Ачижа • Войнилове • Городище • Грабенець • Дерть • Деруцьке • Дуброва • Дия • Забод • Зайці • Захарівка • Індом • Куколівка • Лежні • Лучне • Лиса Гора • Майзорове • Нивище • Новоселення • Островіти • Горіхівка • Острови • Пальчик • Рудня Островита • Скреб'янки • Усохи • Хвоєнщина • Хвойники • Чорний Брід.

## Населення
Населення сільради за переписом 2009 року (14 населених пунктів) — 2107 осіб, з них 96,1 % — білоруси, 2,8 % — росіяни, 0,4 % — українці.